# Bliziec
Bliziec – nieoficjalny przysiółek wsi Kotulin w Polsce położony w województwie śląskim, w powiecie gliwickim, w gminie Toszek.

## Położenie
Przysiółek jest położony na południowy zachód od przysiółka Kotulinek (Kotulin Mały) i południowy wschód od przysiółka Nakło.